# Cèl·lula mioide
La cèl·lula mioide és un tipus de fibroblast modificat. La contracció rítmica d'aquestes cèl·lules crea ones peristàltiques que fomenten el moviment dels espermatozoides i dels líquids testiculars a través dels túbuls seminífers.